# 다카라즈카 가극단 50기생
다카라즈카 가극단 50기생은 1962년에 다카라즈카 음악학교에 입학하여, 1964년에 졸업하고 다카라즈카 가극단에 입단, 『꽃의 고향이야기』로 초무대를 밟은 58명을 가리킨다.

## 개요
수석으로 음악학교를 졸업한 사람은 미기와 나츠코이다.
1965년 3월 20일, 조배속이 이뤄졌다.
이 기수에는 오오토리 란, 미기와 나츠코 등 2명의 톱스타를, 야츠카타 마스미, 치쿠부 사유리 등의 2명으 톱여역을 배출했다. 그 외로는 아시타 미치코, 타지마 쿠미 등이 있다.

## 일람
| 예명              | 생일      | 출신지                 | 출신 학교                    | 예명의 유래                                                 | 애칭             | 역할 | 퇴단년도 | 비고                                                                           |
| ----------------- | --------- | ---------------------- | ---------------------------- | ----------------------------------------------------------- | ---------------- | ---- | -------- | ------------------------------------------------------------------------------ |
| 青柳見智代        | 5월 25일  | 도쿄도                 | 후타바제2학원                | 존경하는 선생님이 명명                                      | 카코짱           |      | 1965년   |                                                                                |
| 아오야기 미치요   | 5월 25일  | 도쿄도                 | 후타바제2학원                | 존경하는 선생님이 명명                                      | 카코짱           |      | 1965년   |                                                                                |
| 亜紀かほる        | 10월 23일 | 대한민국               | 아시야고등학교               | 형부의 이름에서 따옴                                        | 밋짱             |      | 1967년   | 언니 아타카 세키코 (42) 동생 아키 쿄코 (52) 남편 프로야구선수 오키다 유키오    |
| 아키 카오루       | 10월 23일 | 대한민국               | 아시야고등학교               | 형부의 이름에서 따옴                                        | 밋짱             |      | 1967년   | 언니 아타카 세키코 (42) 동생 아키 쿄코 (52) 남편 프로야구선수 오키다 유키오    |
| 秋田麻紀子        | 12월 4일  | 오카야마현             | 니시노미야시립카와라기중학교 |                                                             | 비라짱           |      | 1965년   |                                                                                |
| 아키타 마키코     | 12월 4일  | 오카야마현             | 니시노미야시립카와라기중학교 |                                                             | 비라짱           |      | 1965년   |                                                                                |
| 秋津志麻子        | 5월 12일  | 교토부 교토시          | 죠시가쿠인고등학교           | 가족이 고안                                                 | 큐코             |      | 1966년   |                                                                                |
| 아키츠 시마코     | 5월 12일  | 교토부 교토시          | 죠시가쿠인고등학교           | 가족이 고안                                                 | 큐코             |      | 1966년   |                                                                                |
| 明ゆうこ          | 1월 16일  | 도쿄도                 | 모리무라가쿠엔               | 언니의 예명                                                 | 토모코짱         |      | 1969년   | 언니 아키라 사유미 (45)                                                        |
| 아키라 유코       | 1월 16일  | 도쿄도                 | 모리무라가쿠엔               | 언니의 예명                                                 | 토모코짱         |      | 1969년   | 언니 아키라 사유미 (45)                                                        |
| 朝みち子          | 8월 23일  | 오사카부 이케다시      | 바이카가쿠엔                 | 지인이 명명                                                 | 삿코             | 여역 | 2003년   | 일본무용 하나야나기 히사테루 1986년 - 1990년 츠키구미 조장                     |
| 아시타 미치코     | 8월 23일  | 오사카부 이케다시      | 바이카가쿠엔                 | 지인이 명명                                                 | 삿코             | 여역 | 2003년   | 일본무용 하나야나기 히사테루 1986년 - 1990년 츠키구미 조장                     |
| 東のぼる          | 7월 20일  | 도쿄도                 | 쥬몬지가쿠엔                 | 존경하는 선생님이 명명                                      | 타카코짱         |      | 1967년   |                                                                                |
| 아즈마 노보루     | 7월 20일  | 도쿄도                 | 쥬몬지가쿠엔                 | 존경하는 선생님이 명명                                      | 타카코짱         |      | 1967년   |                                                                                |
| 天地めぐみ        | 9월 15일  | 카나가와현             | 세이센죠가쿠인               | 은사가 명명                                                 | 쿠마짱, 에미상   |      | 1967년   |                                                                                |
| 아마치 메구미     | 9월 15일  | 카나가와현             | 세이센죠가쿠인               | 은사가 명명                                                 | 쿠마짱, 에미상   |      | 1967년   |                                                                                |
| 天野愛子          | 1월 19일  | 도쿄도                 | 츄오구립아카시중학교         |                                                             | 쿠로, 츈페이     |      | 1968년   | 쿄 카오루 (京かをる)로 개명                                                    |
| 아마노 아이코     | 1월 19일  | 도쿄도                 | 츄오구립아카시중학교         |                                                             | 쿠로, 츈페이     |      | 1968년   | 쿄 카오루 (京かをる)로 개명                                                    |
| 新三矢子          | 11월 23일 | 오사카부 오사카시      | 유히오카중학교               | 본명                                                        | 니이코           |      | 1969년   |                                                                                |
| 아라타 미야코     | 11월 23일 | 오사카부 오사카시      | 유히오카중학교               | 본명                                                        | 니이코           |      | 1969년   |                                                                                |
| 杏恵子            | 11월 13일 | 효고현                 | 바이카가쿠엔                 | 키쿠다 카즈오가 명명                                        | 에리짱           |      | 1967년   |                                                                                |
| 안즈 케이코       | 11월 13일 | 효고현                 | 바이카가쿠엔                 | 키쿠다 카즈오가 명명                                        | 에리짱           |      | 1967년   |                                                                                |
| 出雲由美          | 1월 30일  | 오사카부               | 바이카가쿠엔                 | 아버지가 명명                                               | 이나고           |      | 1969년   |                                                                                |
| 이즈모 유미       | 1월 30일  | 오사카부               | 바이카가쿠엔                 | 아버지가 명명                                               | 이나고           |      | 1969년   |                                                                                |
| 伊勢ひかる        | 1월 4일   | 효고현 니시노미야시    | 슈쿠가와가쿠인               | 가족이 참배하는 이세신궁                                    | 세이짱           |      | 1968년   |                                                                                |
| 이세 히카루       | 1월 4일   | 효고현 니시노미야시    | 슈쿠가와가쿠인               | 가족이 참배하는 이세신궁                                    | 세이짱           |      | 1968년   |                                                                                |
| 五十路まり        | 1월 1일   | 효고현 고베시          | 쇼인죠가쿠인중학교           | 부모님이 명명                                               | 켄코             |      | 1970년   |                                                                                |
| 이소지 마리       | 1월 1일   | 효고현 고베시          | 쇼인죠가쿠인중학교           | 부모님이 명명                                               | 켄코             |      | 1970년   |                                                                                |
| 伊万里美沙        | 2월 21일  | 교토부 교토시          | 도시샤여자중학교             | 가족이 고안                                                 | 시미짱, 요코     |      | 1968년   | 남편 요코즈나 토치노우미                                                       |
| 이마리 미사       | 2월 21일  | 교토부 교토시          | 도시샤여자중학교             | 가족이 고안                                                 | 시미짱, 요코     |      | 1968년   | 남편 요코즈나 토치노우미                                                       |
| 円地百合          | 1월 6일   | 도쿄도                 | 케이카여자고등학교           | 본명에서 따옴                                               | 유리미짱         |      | 1969년   |                                                                                |
| 엔지 유리         | 1월 6일   | 도쿄도                 | 케이카여자고등학교           | 본명에서 따옴                                               | 유리미짱         |      | 1969년   |                                                                                |
| 大城三千代        | 11월 5일  | 도쿄도                 | 쥬몬지고등학교               | 가족이 고안                                                 | 고에짱, 후미짱   |      | 1967년   |                                                                                |
| 오오시로 미치요   | 11월 5일  | 도쿄도                 | 쥬몬지고등학교               | 가족이 고안                                                 | 고에짱, 후미짱   |      | 1967년   |                                                                                |
| 鳳蘭              | 1월 22일  | 효고현 고베시 타루미구 | 츄카도분학교                 | 시라이 테츠조가 명명                                        | 츠레짱           | 남역 | 1979년   | 호시구미 주연남역 경험 배우 딸 쇼다 유키                                       |
| 오오토리 란       | 1월 22일  | 효고현 고베시 타루미구 | 츄카도분학교                 | 시라이 테츠조가 명명                                        | 츠레짱           | 남역 | 1979년   | 호시구미 주연남역 경험 배우 딸 쇼다 유키                                       |
| 大八洲薫          | 3월 12일  | 카나가와현             | 쥰신죠시가쿠엔               | 가족이 고안                                                 | 몬짱             |      | 1969년   |                                                                                |
| 오오야시마 카오루 | 3월 12일  | 카나가와현             | 쥰신죠시가쿠엔               | 가족이 고안                                                 | 몬짱             |      | 1969년   |                                                                                |
| 加賀美幸          | 1월 16일  | 오사카부               | 바이카가쿠엔                 | 고향에서 따옴                                               | 돈짱             |      | 1967년   |                                                                                |
| 카가 미유키       | 1월 16일  | 오사카부               | 바이카가쿠엔                 | 고향에서 따옴                                               | 돈짱             |      | 1967년   |                                                                                |
| 桂美知代          | 6월 6일   | 교토부 교토시          | 교토여자고등학교             | 본적지 교토시 카츠라                                        | 칸짱             |      | 1967년   |                                                                                |
| 카츠라 미치요     | 6월 6일   | 교토부 교토시          | 교토여자고등학교             | 본적지 교토시 카츠라                                        | 칸짱             |      | 1967년   |                                                                                |
| 衣笠朱美          | 6월 30일  | 도쿄도                 | 센조쿠가쿠엔                 | 가족이 고안                                                 | 테라             |      | 1964년   |                                                                                |
| 키누가사 아케미   | 6월 30일  | 도쿄도                 | 센조쿠가쿠엔                 | 가족이 고안                                                 | 테라             |      | 1964년   |                                                                                |
| 紀一世            | 8월 29일  | 군마현                 | 쇼오에이죠시가쿠엔           | 존경하는 선생님이 명명                                      | 오야빙, 보-야    |      | 1972년   |                                                                                |
| 키노 카즈요       | 8월 29일  | 군마현                 | 쇼오에이죠시가쿠엔           | 존경하는 선생님이 명명                                      | 오야빙, 보-야    |      | 1972년   |                                                                                |
| 京千里            | 7월 14일  | 도쿄도                 | 코지마치가쿠엔               | 가족이 고안                                                 | 이리코           |      | 1968년   |                                                                                |
| 쿄 치사토         | 7월 14일  | 도쿄도                 | 코지마치가쿠엔               | 가족이 고안                                                 | 이리코           |      | 1968년   |                                                                                |
| 久賀ますみ        | 9월 19일  | 오사카부 오사카시      | 풀죠가쿠인                   | 자기가 명명                                                 | 쿠-짱            |      | 1965년   |                                                                                |
| 쿠가 마스미       | 9월 19일  | 오사카부 오사카시      | 풀죠가쿠인                   | 자기가 명명                                                 | 쿠-짱            |      | 1965년   |                                                                                |
| 梢緋紗子          | 2월 17일  | 도쿄도                 | 센조쿠가쿠엔                 | 존경하는 선생님이 명명                                      | 오쿠와           |      | 1967년   |                                                                                |
| 코즈에 히사코     | 2월 17일  | 도쿄도                 | 센조쿠가쿠엔                 | 존경하는 선생님이 명명                                      | 오쿠와           |      | 1967년   |                                                                                |
| 木立一葉          | 1월 4일   | 오사카부 오사카시      | 고베야마테가쿠엔             | 가족이 고안                                                 | 루루             |      | 1970년   | 샹송가수 유이 카즈요                                                           |
| 코다치 카즈요     | 1월 4일   | 오사카부 오사카시      | 고베야마테가쿠엔             | 가족이 고안                                                 | 루루             |      | 1970년   | 샹송가수 유이 카즈요                                                           |
| 最上真貴          | 6월 28일  | 도쿄도                 | 바이카가쿠엔                 | 가족이 고안                                                 | 토-짱            |      | 1967년   |                                                                                |
| 사이죠 마키       | 6월 28일  | 도쿄도                 | 바이카가쿠엔                 | 가족이 고안                                                 | 토-짱            |      | 1967년   |                                                                                |
| 桜野いおり        | 1월 15일  | 오사카부 오사카시      | 성모여학원                   | 출생지                                                      | 잇짱             |      | 1968년   |                                                                                |
| 사쿠라노 이오리   | 1월 15일  | 오사카부 오사카시      | 성모여학원                   | 출생지                                                      | 잇짱             |      | 1968년   |                                                                                |
| 志帆のぼる        | 12월 11일 | 도쿄도                 | 코지마치가쿠엔               | 가족이 고안                                                 | 앗코짱           |      | 1968년   |                                                                                |
| 시호 노보루       | 12월 11일 | 도쿄도                 | 코지마치가쿠엔               | 가족이 고안                                                 | 앗코짱           |      | 1968년   |                                                                                |
| 志麻珠美          | 8월 7일   | 도쿄도                 | 와요대학부속큐단여자고등학교 | 존경하는 선생님이 명명                                      | 이소짱, 이소코   |      | 1968년   |                                                                                |
| 시마 타마미       | 8월 7일   | 도쿄도                 | 와요대학부속큐단여자고등학교 | 존경하는 선생님이 명명                                      | 이소짱, 이소코   |      | 1968년   |                                                                                |
| 条さをり          | 9월 15일  | 오사카부 오사카시      | 오사카죠가쿠엔               |                                                             | 유키             |      | 1968년   |                                                                                |
| 죠 사오리         | 9월 15일  | 오사카부 오사카시      | 오사카죠가쿠엔               |                                                             | 유키             |      | 1968년   |                                                                                |
| 白鳥有子          | 4월 27일  | 도쿄도                 | 카와무라가쿠엔               | 가족이 고안                                                 | 쿄코상, 붓짱     |      | 1967년   |                                                                                |
| 시라토리 유코     | 4월 27일  | 도쿄도                 | 카와무라가쿠엔               | 가족이 고안                                                 | 쿄코상, 붓짱     |      | 1967년   |                                                                                |
| 城木悠里          | 9월 16일  | 대한민국 경성          | 다이샤중학교                 | 가족이 고안                                                 | 히노짱, 유리짱   |      | 1968년   |                                                                                |
| 시로키 유리       | 9월 16일  | 대한민국 경성          | 다이샤중학교                 | 가족이 고안                                                 | 히노짱, 유리짱   |      | 1968년   |                                                                                |
| 鈴蘭子            | 5월 1일   | 효고현 고베시          | 고베쇼인죠시가쿠인           |                                                             | 치카짱           |      | 1968년   | 타카치호 유리 (高千穂ゆり)로 개명                                              |
| 스즈 란코         | 5월 1일   | 효고현 고베시          | 고베쇼인죠시가쿠인           |                                                             | 치카짱           |      | 1968년   | 타카치호 유리 (高千穂ゆり)로 개명                                              |
| 瀬戸千尋          | 1월 2일   | 히로시마현 오노미치시  | 쿠보중학교                   | 출신지에서 부모님과 상담                                    | 미치에           |      | 1981년   |                                                                                |
| 세토 치히로       | 1월 2일   | 히로시마현 오노미치시  | 쿠보중학교                   | 출신지에서 부모님과 상담                                    | 미치에           |      | 1981년   |                                                                                |
| 但馬久美          | 1월 12일  | 쿠마모토현 쿠마모토시  | 야마테죠시가쿠엔             | 아버지의 출신지 山陰但馬                                    | 린짱             | 남역 | 1988년   | 1983년 - 1986년、 하나구미 조장 1995년 - 2001년、 참의원 의원                  |
| 타지마 쿠마       | 1월 12일  | 쿠마모토현 쿠마모토시  | 야마테죠시가쿠엔             | 아버지의 출신지 山陰但馬                                    | 린짱             | 남역 | 1988년   | 1983년 - 1986년、 하나구미 조장 1995년 - 2001년、 참의원 의원                  |
| 竹生沙由里        | 2월 12일  | 시가현 오오츠시        | 시가대학부속중학교           | 치쿠부섬                                                    | 코노미짱         | 여역 | 1972년   | 하나구미 주연여역 경험                                                         |
| 치쿠부 사유리     | 2월 12일  | 시가현 오오츠시        | 시가대학부속중학교           | 치쿠부섬                                                    | 코노미짱         | 여역 | 1972년   | 하나구미 주연여역 경험                                                         |
| 月原万里          | 10월 31일 | 히로시마현 히로시마시  | 스즈미네고등학교             | 달의 원천이 만리까지 이어지도록                             | 마리짱           |      | 1972년   | 츠키하라 마리 (月原まり)로 개명                                                |
| 츠키하라 마리     | 10월 31일 | 히로시마현 히로시마시  | 스즈미네고등학교             | 달의 원천이 만리까지 이어지도록                             | 마리짱           |      | 1972년   | 츠키하라 마리 (月原まり)로 개명                                                |
| 那賀みつる        | 8월 17일  | 토쿠시마현 토쿠시마시  | 다카라즈카중학교             | 출신지에서 따옴                                             | 준짱             |      | 1969년   | 언니 요시노 사쿠라코 (46)                                                      |
| 나카 미츠루       | 8월 17일  | 토쿠시마현 토쿠시마시  | 다카라즈카중학교             | 출신지에서 따옴                                             | 준짱             |      | 1969년   | 언니 요시노 사쿠라코 (46)                                                      |
| 七重美也子        | 1월 13일  | 도쿄도                 | 카와무라가쿠엔               | 본명                                                        | 나나에, 나나짱   |      | 1966년   |                                                                                |
| 나나에 미야코     | 1월 13일  | 도쿄도                 | 카와무라가쿠엔               | 본명                                                        | 나나에, 나나짱   |      | 1966년   |                                                                                |
| 波川忍            | 5월 30일  | 오사카부 후세시        | 시텐노지고등학교             |                                                             | 나갓짱           |      | 1968년   | 에이카 마리 (英可真里)로 개명                                                  |
| 나미카와 시노부   | 5월 30일  | 오사카부 후세시        | 시텐노지고등학교             |                                                             | 나갓짱           |      | 1968년   | 에이카 마리 (英可真里)로 개명                                                  |
| 南波亜紀          | 2월 11일  | 효고현 아마가사키시    | 후쿠시마여자고등학교         | 본명                                                        | 닷코짱           |      | 1968년   |                                                                                |
| 난바 아키         | 2월 11일  | 효고현 아마가사키시    | 후쿠시마여자고등학교         | 본명                                                        | 닷코짱           |      | 1968년   |                                                                                |
| 響八千代          | 11월 11일 | 오사카부 히라카타시    | 성모여학원                   | 자기가 명명                                                 | 무랏짱           |      | 1965년   |                                                                                |
| 히비키 야치요     | 11월 11일 | 오사카부 히라카타시    | 성모여학원                   | 자기가 명명                                                 | 무랏짱           |      | 1965년   |                                                                                |
| 鳳丈節子          | 2월 17일  | 교토부                 | 오토쿠니중학교               | 출신지                                                      | 셋짱, 치비짱     |      | 1968년   |                                                                                |
| 호죠 세츠코       | 2월 17일  | 교토부                 | 오토쿠니중학교               | 출신지                                                      | 셋짱, 치비짱     |      | 1968년   |                                                                                |
| 萬千みのる        | 1월 18일  | 나라현                 | 소우아이가쿠엔               | 언니의 예명 (마치 히카루 (萬千光))에서 시라이 테츠조가 명명 | 치에코, 치에짱   |      | 1966년   | 언니 마치 히카루 (49)                                                          |
| 마치 미노루       | 1월 18일  | 나라현                 | 소우아이가쿠엔               | 언니의 예명 (마치 히카루 (萬千光))에서 시라이 테츠조가 명명 | 치에코, 치에짱   |      | 1966년   | 언니 마치 히카루 (49)                                                          |
| 麻夏揚子          | 3월 1일   | 교토부 교토시          | 도시샤여자고등학교           | 가족이 고안                                                 | 토리코, 에미짱   |      | 1969년   |                                                                                |
| 마나츠 요코       | 3월 1일   | 교토부 교토시          | 도시샤여자고등학교           | 가족이 고안                                                 | 토리코, 에미짱   |      | 1969년   |                                                                                |
| 眉亜古            | 7월 7일   | 효고현 니시노미야시    | 도시샤여자고등학교           | 겐지 케이타가 명명                                          | 우토짱, 아코     |      | 1969년   |                                                                                |
| 마유 아코         | 7월 7일   | 효고현 니시노미야시    | 도시샤여자고등학교           | 겐지 케이타가 명명                                          | 우토짱, 아코     |      | 1969년   |                                                                                |
| 毬杏奴            | 1월 20일  | 도쿄도                 | 시라유리가쿠엔               | 가족이 고안                                                 | 에코             |      | 1969년   | 엄마 사쿠라에 아야코 (28)                                                      |
| 마리 안누         | 1월 20일  | 도쿄도                 | 시라유리가쿠엔               | 가족이 고안                                                 | 에코             |      | 1969년   | 엄마 사쿠라에 아야코 (28)                                                      |
| 汀夏子            | 12월 21일 | 오사카부 오사카시      | 오사카죠가쿠인               | 어머니와 상담해서 결정                                      | 준코             | 남역 | 1980년   | 유키구미 주연남역 경험 배우 겸 가수                                            |
| 미기와 나츠코     | 12월 21일 | 오사카부 오사카시      | 오사카죠가쿠인               | 어머니와 상담해서 결정                                      | 준코             | 남역 | 1980년   | 유키구미 주연남역 경험 배우 겸 가수                                            |
| 三佐ゆかり        | 3월 17일  | 오사카부               | 히바리가오카가쿠엔           | 가족이 결정                                                 | 사에코, 유카리   |      | 1964년   |                                                                                |
| 미사 유카리       | 3월 17일  | 오사카부               | 히바리가오카가쿠엔           | 가족이 결정                                                 | 사에코, 유카리   |      | 1964년   |                                                                                |
| 美鈴なぎさ        | 9월 18일  | 도쿄도                 | 아이코쿠가쿠엔               | 본명                                                        | 미스즈상, 네에상 |      | 1969년   |                                                                                |
| 미스즈 나기사     | 9월 18일  | 도쿄도                 | 아이코쿠가쿠엔               | 본명                                                        | 미스즈상, 네에상 |      | 1969년   |                                                                                |
| 美葉かずさ        | 1월 7일   | 치바현 치바시          | 토호예능학교                 | 가족이 고안                                                 | 야마             |      | 1972년   |                                                                                |
| 미하 카즈사       | 1월 7일   | 치바현 치바시          | 토호예능학교                 | 가족이 고안                                                 | 야마             |      | 1972년   |                                                                                |
| 三浜久美          | 1월 20일  | 히로시마현             | 히가시중학교                 | 어머니가 명명                                               | 미코             |      | 1969년   |                                                                                |
| 미하마 쿠미       | 1월 20일  | 히로시마현             | 히가시중학교                 | 어머니가 명명                                               | 미코             |      | 1969년   |                                                                                |
| 八方まつみ        | 11월 17일 | 도쿄도                 | 죠시가쿠인                   |                                                             | 에비짱           | 여역 | 1974년   | 오오하라 마스미 (大原ますみ)로 개명 유키구미 주연여역과 호시구미 주연여역 경험 |
| 야츠카타 마스미   | 11월 17일 | 도쿄도                 | 죠시가쿠인                   |                                                             | 에비짱           | 여역 | 1974년   | 오오하라 마스미 (大原ますみ)로 개명 유키구미 주연여역과 호시구미 주연여역 경험 |
| 大和由花          | 2월 28일  | 카나가와현 요코하마시  | 나루미가쿠엔                 | 가족이 고안                                                 | 세키짱           |      | 1968년   |                                                                                |
| 야마토 유카       | 2월 28일  | 카나가와현 요코하마시  | 나루미가쿠엔                 | 가족이 고안                                                 | 세키짱           |      | 1968년   |                                                                                |
| 若菜ゆき          | 1월 9일   | 도쿄도                 | 아토미가쿠엔                 | 백인일수에서 은사가 명명                                    | 타이코           |      | 1968년   | 남편 오카다 케이지 댄스스튜디오 경영 뮤지컬 극단 「논논발레스튜디오」 주재     |
| 와카나 유키       | 1월 9일   | 도쿄도                 | 아토미가쿠엔                 | 백인일수에서 은사가 명명                                    | 타이코           |      | 1968년   | 남편 오카다 케이지 댄스스튜디오 경영 뮤지컬 극단 「논논발레스튜디오」 주재     |
| 若松ちとせ        | 1월 3일   | 도쿄도                 | 후타바고등학교               | 메이지 천황의 어가(御歌)                                    | 야마코           |      | 1966년   |                                                                                |
| 와카마츠 치토세   | 1월 3일   | 도쿄도                 | 후타바고등학교               | 메이지 천황의 어가(御歌)                                    | 야마코           |      | 1966년   |                                                                                |